# Соколова, Наталья Петровна
Ната́лья Петро́вна Соколо́ва (дев.: Никишина; 1914—1988) — советская оперная певица (сопрано), солистка Большого театра СССР (1944—1968). Заслуженная артистка РСФСР (1955).

## Биография
Росла в детском доме. После детского дома работала на трикотажной фабрике.
В 1936 году была принята в Центральный дом художественной самодеятельности, где занималась вокалом у К. А. Кандауровой.
В 1939 году поступила в Ансамбль ВЦСПС, где сначала была хористкой; затем — солисткой.
Во время войны Наталья Петровна работала в Гастрольбюро.
В 1944 году принята в Большой театр Союза ССР, где работала до 1968 года.

### Личная жизнь
В 1939 год вышла замуж за слесаря М. Соколова; с тех пор она носила фамилию мужа.

## Репертуар
- Ольга, Наташа («Русалка» А. Даргомыжского, 1944) — дебют
- Паж Стефано («Ромео и Джульетта» Ш. Гуно)
- Степанида («Псковитянка» Н. Римского-Корсакова)
- Фраскита, Мерседес («Кармен» Ж. Бизе)
- Даша («Вражья сила» А. Серова, 1948)
- Лиза («Пиковая дама» П. Чайковского, 1949)
- Галька («Галька» С. Монюшко, 1949)
- Елена («Декабристы» Ю. Шапорина, 1952)
- Аида[3] («Аида» Дж. Верди, 1951)
- Купава («Снегурочка» Н. Римского-Корсакова)
- Мария («Мазепа» П. Чайковского)
- Керубино, Графиня («Свадьба Фигаро» Моцарта, 1956)
- Сантуцца («Сельская честь» П. Масканьи)
- Кума («Чародейка» П. Чайковского, 1958)
- Милитриса («Сказка о Царе Салтане» Н. Римского-Корсакова)
- Леонора («Фиделио» Л. Бетховена)
- Сабурова («Царская невеста» Н. Римского-Корсакова, 1968)
- Енуфа («Ее падчерица» Л. Яначека)
- Жена поэта («Джалиль» Н. Жиганова)

## Награды и звания
- 1951 — Орден «Знак Почёта»[4].
- 1955 — Заслуженная артистка РСФСР.
- 1976 — Почётная грамота Президиума Верховного Совета РСФСР[5].

## Дискография
«Псковитянка» Н. Римского-Корсакова (партия Степаниды)
- 1947 — Хор и оркестр Большого театра СССР. Дирижер С. Сахаров. Солисты: Иван Грозный — А. Пирогов, Ольга — Е. Шумилова, Туча — Г. Нэлепп, Вера Шелога - С. Панова.

«Ромео и Джульетта» Ш. Гуно (партия пажа Стефано)
- 1947 — Хор и оркестр Большого театра СССР. Дирижер А. Орлов. Солисты: Ромео — И. Козловский, Джульетта — Е. Шумская, граф Капулетти — И. Петров, отец Лоран — М. Михайлов.

«Русалка» А. Даргомыжского (партия Ольги)
- 1948 — Хор и оркестр Большого театра СССР. Дирижер В. Небольсин. Солисты: Наташа — Е. Смоленская, Князь — В. Кильчевский, Мельник — А. Пирогов, Княгиня — В. Гагарина.

«Ромео и Джульетта» Ш. Гуно (партия пажа Стефано)
- 1948 — Хор и оркестр Большого театра СССР. Дирижер В. Небольсин. Солисты: Ромео — С. Лемешев, Джульетта — И. Масленникова, граф Капулетти — И. Петров, отец Лоран — М. Михайлов.

«Галька» С. Монюшко (партия Гальки)
- 1950 — Хор и оркестр Большого театра СССР. Дирижер К. Кондрашин. Солисты: Януш — П. Лисициан, Йонтек — Г. Нэлепп, Зофия — И. Масленникова.

«Вражья сила» А. Серова (партия Даши)
- 1952 — Хор и оркестр Большого театра СССР. Дирижер К. Кондрашин. Солисты: Петр — Ал. Иванов, Спиридоновна — Е. Антонова, Груня — В. Борисенко, Еремка — Н. Щегольков.

«Аида» Дж. Верди (партия Аиды)
- 1953 — Хор и оркестр Большого театра СССР. Дирижер А. Мелик-Пашаев. Солисты: Амнерис — В. Давыдова, Радамес — Г. Нэлепп, Рамфис — И. Петров, Амонасро — П. Лисициан.

«Чародейка» П. Чайковского (партия Кумы)
- 1954 — Оркестр Московской филармонии. Хор Всесоюзного радио. Дирижер С. Самосуд. Солисты: князь Курлятев — М. Киселёв, княгиня Евпраксия — В. Борисенко, княжич Юрий — Г. Нэлепп, Мамыров — А. Королев.

«Пиковая дама» П. Чайковского (партия Лизы)
- 1957 (запись по трансляции из Большого театра 20 января) — Хор и оркестр Большого театра СССР. Дирижер Б. Хайкин. Солисты: Герман — Д. Узунов, Томский — Ал. Иванов, князь Елецкий — П. Селиванов, Графиня — Е. Вербицкая, Полина/Миловзор — Е. Грибова.

«Вольный ветер» И. Дунаевского (партия Стеллы)
- 1959 (радиомонтаж) — Большой хор и эстрадно-симфонический оркестр Центрального телевидения и Всесоюзного радио. Дирижер Е. Акулов. Солисты: Янко — Е. Кибкало, Клементина - И. Архипова, Пепита — М. Звездина, Монна — М. Миглау, Берта — К. Леонова.